# Aciagrion nodosum
Aciagrion nodosum är en trollsländeart som först beskrevs av Elliot C.G. Pinhey 1964.  Aciagrion nodosum ingår i släktet Aciagrion och familjen dammflicksländor. IUCN kategoriserar arten globalt som otillräckligt studerad. Inga underarter finns listade i Catalogue of Life.